# 茅野恒治
茅野 恒治（かやの つねはる、大正14年（1925年）7月19日 - 没年不明）は日本の実業家、政治家。茅野工業相談役。元米子市議会議長。

## 経歴
鳥取県米子市出身。
昭和20年（1945年）徳島工業専門学校電気科卒業。昭和27年（1952年）茅野工業（有）を設立、取締役に就任。
昭和46年（1971年）米子商工会議所議員。同年米子市議会議員に当選。
昭和47年（1972年）地裁・家裁司法調停委員。同年中国新日本運輸（株）を設立、代表取締役社長に就任。
昭和54年（1979年）市議会副議長。
昭和61年（1986年）米子商工会議所常議員。同年市議会議長。

## 人物
趣味はスポーツ。信条・座右の銘は健康第一。住所は米子市角盤町。

## 家族・親族

### 茅野家
（鳥取県米子市角盤町）
- 父・安治[5]（実業家、政治家）

明治30年（1897年）5月生～没
米子角盤校卒。大正12年（1923年）木工品の製造販売を営む。昭和24年（1949年）建設業を併営、昭和28年（1953年）法人に改組。米子市会議員当選二期。趣味はスポーツ。宗教は曹洞宗。住所は米子市角盤町。
- 母・まつ[5]（米子市上福原、井上好三郎の妹[5]）

明治36年（1903年）生～没
- 妻・五百子[4]

昭和4年（1929年）生～平成24年（2012年）没